# Алексей Чепічка
Алексей Чепічка (чеськ. Alexej Čepička; 18 серпня 1910, Кромержиж, Австро-Угорщина — 30 вересня 1990, Прага) — чехословацький політичний, державний і військовий діяч часів ЧССР.
Найближчий сподвижник і зять лідера Комуністичної партії Чехословаччини Клемента Готвальда, член Політбюро КПЧ, міністр внутрішньої торгівлі (1946—1948), міністр юстиції (1948—1950), міністр оборони (1950—1956) Чехословаччини. Генерал армії (з 3 жовтня 1950).

## Біографія
Народився в бідній родині. Вивчав право в Празькому університеті, 1929 року вступив до Комуністичної партії Чехословаччини. Займався інформаційно-пропагандистською діяльністю. У 1942 році був схоплений гестапо і ув'язнений. До кінця Другої світової війни перебував у концтаборах Аушвіц (Освенцім) і Бухенвальд.
Після війни одружився з дочкою Клемента Готвальда, лідера КПЧ, що став згодом прем'єр-міністром і президентом Чехословаччини. Після чого зробив успішну політичну кар'єру.
На виборах 1946 року був обраний до парламенту від Комуністичної партії. У 1947 році був призначений міністром внутрішньої торгівлі.
Після приходу комуністів до влади в 1948 році став міністром юстиції.
У 1950 році призначений головою державної комісії з питань церков.
У тому ж році став генералом армії і міністром оборони Чехословаччини. 9-12 січня 1951 року відбулася зустріч зі Сталіним, на якій був присутній А. Чепічка, де, на думку західних істориків, вождь запропонував своїм східноєвропейським соратникам готуватися до наступальної війни проти Західної Європи.
23 липня 1951 року в Кремлі відбулася нарада за участю Сталіна, Молотова і Чепічки, на якому обговорювалося питання про антидержавну змову навколо Рудольфа Сланського. Чекали Готвальда, але він не приїхав, пославшись на нездужання.
Після смерті Сталіна і Готвальда в 1953 році положення Чепічки стало нестабільним. Він був звинувачений у сприянні культу особистості Готвальда, в 1956 році звільнений від усіх посад і переведений на роботу голови державного патентного відомства (1956—1959).
У 1959 році переніс серцевий напад і був відправлений на пенсію. У 1963 році виключений з Комуністичної партії за звинуваченням у «деформаціях 1950-х років у Чехословаччині».
Залишок свого життя після виходу на пенсію провів поза політикою і помер 1990 року в будинку престарілих у передмісті Праги.

## Нагороди
- Орден Клемента Готвальда (7.5.1955)[10].